# Nicolae Pipernea
Nicolae Pipernea (n. 28 aprilie 1929, Fântânele, Sibiu – d. 12 decembrie 1996, Iași) a fost un genetist zootehnist și profesor universitar român, recunoscut pentru contribuțiile sale în genetica animală și ameliorarea animalelor. A fondat școala de genetică animală la Universitatea Agronomică din Iași și a publicat aproximativ 100 de lucrări științifice, inclusiv tratatul „Genetica și ameliorarea animalelor” (cu Em. Negruțiu și Adrian Petre). A fost profesor la Facultatea de Zootehnie din Iași (1971–1996), decan (1962–1965, 1990–1992) și membru corespondent al ASAS (1990).

## Biografie
Copilărie și educație  
Nicolae Pipernea s-a născut la 28 aprilie 1929 în Fântânele, județul Sibiu, într-o familie de țărani. A urmat școala primară în satul natal (1936–1940), Gimnaziul Mixt din Săliște (1940–1944) și Liceul Comercial din Săliște și Sibiu (1944–1948), obținând bacalaureatul comercial. Între 1948 și 1953, a studiat la Facultatea de Zootehnie din București, unde s-a remarcat prin rezultate excelente. În 1953, a fost admis la aspirantură la Academia Timiriazev din Moscova, obținând titlul de candidat în științe (echivalent doctoratului) în 1956, cu teza „Cercetări privitoare la capacitatea de îngrășare a metișilor porcini rezultați din încrucișarea a două sau trei rase”. 
Carieră profesională  
În 1953, a fost preparator la Facultatea de Zootehnie din București, sub îndrumarea profesorului P. Moldoveanu. După doctoratul la Moscova, a ocupat funcția de director în Ministerul Agriculturii, la Direcția Creșterii Calului (1956–1957). În 1957, a devenit conferențiar la disciplina de Zootehnie Generală la Institutul Agronomic Iași, înlocuindu-l pe Agricola Cardaș. A avansat ca conferențiar titular (1963) și profesor (1971) la disciplina „Genetica și Ameliorarea Animalelor”, activând până la decesul său în 1996. 

## Activitate științifică
Nicolae Pipernea a publicat aproximativ 100 de lucrări științifice, incluzând tratate, cursuri și referate, axate pe genetica cantitativă, ameliorarea animalelor și hibridarea. A coordonat 35 de contracte de cercetare și programe de ameliorare pentru ferme din Moldova, contribuind la modernizarea zootehniei regionale. A fost coautor al tratatului „Genetica și ameliorarea animalelor” (1969), o lucrare de referință în învățământul agronomic. 
Studii asupra raselor de taurine  
A cercetat rasele autohtone și importate, publicând lucrări precum „Caractere morfo-productive ale taurinelor Bălțată românească, Pinzgau și Brună” (1959), „Evoluția principalelor caractere la taurinele Holstein-Friză importate” (1971) și „Studiul aptitudinilor ugerului pentru mulsul mecanic la rasa Brună” (1976). A analizat adaptabilitatea raselor în condițiile Moldovei. 
Genetica cantitativă  
A efectuat studii de genetică cantitativă, publicând „Estimarea câștigului genetic pentru parametri fenotipici la rasa Brună” (1979), „Variabilitatea și repetabilitatea însușirilor productive la rasa Brună” (1975) și „Corelații fenotipice și genetice la rasa Brună” (1976). A contribuit la stabilirea parametrilor genetici pentru taurine și cabaline, inclusiv „Calul de Bucovina”. 
Programe de ameliorare și selecție  
A elaborat programe de ameliorare, publicând „Elaborarea programelor de ameliorare a taurinelor din Moldova” (1983), „Optimizarea metodologiei de selecție pentru sporirea producției de lapte” (1982) și „Planul de ameliorare a taurinelor din județul Iași” (1990). A coordonat planuri pentru ferme de elită din Vaslui, Vrancea și Tecuci. 
Hibridare și capacitate combinativă  
A studiat încrucișările între rase, publicând „Cercetări privind efectul încrucișării între Bălțată cu negru românească și Brună” (1987) și „Cercetări privind capacitatea combinativă a raselor de taurine și cabaline” (1973). A contribuit la crearea rasei „Calul de Bucovina”, omologată în 1988. 

## Activitate didactică
Nicolae Pipernea a predat genetica și ameliorarea animalelor timp de 38 de ani la Institutul Agronomic Iași, elaborând cursuri litografiate, îndrumătoare de lucrări practice și tratate. A fost coautor al tratatului „Genetica și ameliorarea animalelor” (1969) și autor al „Ereditatea principalelor caractere și însușiri la animalele domestice” (1974). A îndrumat doctoranzi și a fost referent la peste 70 de teze de doctorat. 

## Activitate managerială
Nicolae Pipernea a ocupat funcții de conducere:
- Decan al Facultății de Zootehnie, Institutul Agronomic Iași (1962–1965, 1990–1992).
- Șef al Catedrei de Genetică și Alimentație (1972–1984).
- Vicepreședinte al Societății Române de Zootehnie (1990).
- Conducător de doctoranzi (1978–1996). [1]

## Lucrări
Nicolae Pipernea a publicat aproximativ 100 de lucrări științifice. Dintre lucrările reprezentative:
- „Capacitatea de îngrășare a metișilor porcini rezultați din încrucișarea a două-trei rase”, Teză de doctorat, Academia Timiriazev, Moscova, 1956
- „Importanța și rolul selecției în practica creșterii animalelor”, Lucrări IDT București, 1957
- „Caractere morfo-productive ale taurinelor Bălțată românească, Pinzgau și Brună” (cu Raisa Timaru), Lucrări Științifice IA Iași, 1959
- „Genetica și ameliorarea animalelor” (cu E. Negruțiu, A. Petre), EDP București, 1969
- „Observații asupra aclimatizării taurinelor Holstein-Friză” (cu I. Sîrbu), Lucrări Științifice IA Iași, 1969
- „Necesitatea, conservarea și utilitatea fondului genetic al rasei Sură de stepă” (cu V. Ujică, V. Boroi), Simpozion Iași, 1969
- „Evoluția principalelor caractere la taurinele Holstein-Friză” (cu Raisa Timaru, I. Sîrbu), Lucrări Științifice IA Iași, 1971
- „Contribuții la studiul creșterii tineretului taurin Holstein-Friză”, Lucrări Științifice IA Iași, 1971
- „Analiza genealogică a unui nucleu de taurine Friză Olandeză” (cu Raisa Timaru, I. Sîrbu), Lucrări Științifice IA Iași, 1973
- „Stadiul actual și de perspectivă privind ameliorarea taurinelor din Moldova”, Sesiune Iași, 1973
- „Studiul comparativ al indicilor productivi la vacile Brună de Maramureș” (cu V. Ujică), Lucrări Științifice IA Iași, 1973
- „Ereditatea principalelor caractere și însușiri la animale domestice”, Editura Ceres, București, 1974
- „Valoarea fenotipică a taurinelor Holstein-Friză” (cu I. Sîrbu, Raisa Timaru, I. Cucu), Simpozion Iași, 1974
- „Aprecierea tăurașilor Holstein-Friză” (cu E. Ștefanache, Raisa Timaru, P. Halga), Revista Cercetări agronomice în Moldova, 1975
- „Rentabilitatea principalelor însușiri productive la taurinele Brună”, Lucrări Științifice IA Iași, 1975
- „Valoarea biologică a taurinelor Friză de diferite proveniențe”, Lucrări Științifice IA Iași, 1975
- „Variabilitatea și repetabilitatea însușirilor productive la taurinele Brună” (cu V. Ujică, I. Sîrbu, Raisa Timaru), Simpozion Iași, 1975
- „Ameliorarea taurinelor din Moldova” (cu V. Ujică, Raisa Timaru, E. Ștefanache, I. Sîrbu), Sesiune București, 1976
- „Studiul aptitudinilor ugerului pentru mulsul mecanic la rasa Brună”, Lucrări Științifice IA Iași, 1976
- „Corelații fenotipice între însușirile morfo-productive la rasa Brună”, Lucrări Științifice IA Iași, 1976
- „Îmbunătățirea structurii genetice a populațiilor de animale”, Editura Ceres, București, 1979
- „Genetica animală” (cu Ștefan Popescu-Vifor, I. Vintilă, A. Petre), EDP București, 1979
- „Estimarea câștigului genetic pentru parametri fenotipici la rasa Brună” (cu V. Ujică, I. Sîrbu ș.a.), Simpozion Iași, 1979
- „Perfecționarea metodologiei de selecție și ameliorare pentru fermele de elită” (cu V. Ujică, V. Stan ș.a.), Temă contractată, 1982
- „Elaborarea parametrilor genetici pentru taurinele din zona de est” (cu V. Ujică, V. Stan ș.a.), Seminar Iași, 1983
- „Elaborarea programelor de ameliorare la rasele Bălțată Românească, Brună și Friză” (cu V. Ujică, V. Stan ș.a.), Temă contractată, 1984
- „Probleme de ameliorarea animalelor din Moldova” (cu V. Ujică, E. Ștefanache), Seminar Iași, 1985
- „Stadiul actual privind lucrările de ameliorare a taurinelor în fermele de elită”, Simpozion Iași, 1986
- „Cercetări privind efectul încrucișării între Bălțată cu negru românească și Brună” (cu V. Ujică, V. Stan ș.a.), Lucrări Științifice IA Iași, 1987
- „Elaborarea programelor de ameliorare pentru fermele de elită” (cu V. Ujică, V. Stan), Referat la contract, 1988
- „Principii în elaborarea planurilor de ameliorare a taurinelor” (cu V. Stan, V. Ujică), Lucrări Științifice IA Iași, 1988
- „Planul de ameliorare a taurinelor din AEI Negrești-Vaslui 1989–1993”
- „Program de ameliorare a taurinelor din județul Iași” (cu V. Ujică, V. Stan), Lucrări Științifice IA Iași, 1990
- „Ponderea variabilității genetice a caracterelor morfologice la taurinele BNR” (cu V. Ujică, V. Stan ș.a.), Lucrări Științifice USAMV Iași, 1993

## Premii și distincții
- Membru corespondent al ASAS (1990)

## Afilieri
- Membru corespondent al ASAS (1990)
- Vicepreședinte al Societății Române de Zootehnie (1990)
- Membru în colectivul de elaborare a „Cărții Inginerului Zootehnist” (1967)